# Good Trouble
Good Trouble je americký dramatický televizní seriál stanice Freeform. Je spin-offem oblíbeného televizního seriálu Fosterovi vysílaného na stejnojmenné stanici. První řada se skládá z třinácti dílů a sleduje život Callie Adams Foster (Maia Mitchell) a Mariany Adams Foster (Cierra Ramirez), které žijí v Los Angeles. Dne 5. února 2019 bylo stanicí Freeform oznámeno, že seriál získal druhou řadu. Druhá řada měla premiéru dne 18. června 2019. V lednu 2020 byla objednána třetí řada. 

## Obsazení

### Hlavní role
- Maia Mitchell jako Callie Adams Foster[4][5]
- Cierra Ramirez jako Mariana Adams Foster[4][5]
- Zuri Adele jako Malika[4][5]
- Sherry Cola jako Alice Kwan[4][5]
- Tommy Martinez jako Gael Martinez[4][5][6]
- Roger Bart jako soudce Wilson[4][5]
- Emma Hunton jako Davia[7][8][4] (2. řada; 1. řada vedlejší role)
- Josh Pence jako Dennis (2. řada; 1. řada vedlejší role)
- Beau Mirchoff jako Jamie Hunter, přítel Callie (3. řada, vedlejší role – 1.–2. řada)

### Vedlejší role
- TJ Linnard jako Evan Speck
- Ken Kirby jako Benjamin[7][8][4]
- Molly McCook jako Rebecca
- Hailie Sahar jako Jazmin Martinez
- Dhruv Uday Singh jako Raj Patil
- Dustin Ingram jako Alex Wood
- Max Cutler jako Sam Higgins
- Michael Galante jako Bryan
- Anastasia Leddick jako Kelly
- Heather Mazur jako Angela Miller
- Kara Wang jako Sumi
- Briana Venskus jako Meera Mattei
- Daisy Eagan jako Joey Riverton
- J. Mallory McCree jako Dom
- Denim Richards jako Elijah Adrieux (2. řada)
- Juan Antonio jako Marcus (2. řada)[9]
- Shawntay Dalton as Lisa (2. řada)[9]
- Shannon Chan-Kent jako Ruby (2. řada)[10]
- Priscilla Quinatana jako Isabella (2. řada)

### Hostující role
- Teri Polo jako Stef Adams Foster[11]
- Sherri Saum jako Lena Adams Foster[11]
- Hayden Byerly jako Jude Adams Foster[12]
- Noah Centineo jako Jesus Adams Foster[13]
- David Lambert jako Brandon Foster[14]

## Seznam dílů

### První řada (2019)
| Č. v seriálu | Č. v řadě | Původní název               | Režie               | Scénář                                         | Premiéra v USA                                      |
| ------------ | --------- | --------------------------- | ------------------- | ---------------------------------------------- | --------------------------------------------------- |
| 1            | 1         | DTLA                        | Jon M. Chu          | Joanna Johnson, Peter Paige a Bradley Bredeweg | 31. prosince 2018 (online) 8. ledna 2019 (Freeform) |
| 2            | 2         | The Cotorie                 | Peter Paige         | Joanna Johnson                                 | 15. ledna 2019                                      |
| 3            | 3         | Allies                      | Laura Nisbet Peters | Kris Q. Rehl                                   | 22. ledna 2019                                      |
| 4            | 4         | Playing The Game            | Michael Medico      | Cristian Martinez                              | 29. ledna 2019                                      |
| 5            | 5         | Parental Guidance Suggested | Bradley Bredeweg    | Joanna Johnson                                 | 5. února 2019                                       |
| 6            | 6         | Imposter                    | Geoff Haley         | Megan Lynn a Wade Solomon                      | 12. února 2019                                      |
| 7            | 7         | Swipe Right                 | Troian Bellisario   | Ally Musika                                    | 19. února 2019                                      |
| 8            | 8         | Byte Club                   | Peter Paige         | Nicole Paulhus                                 | 26. února 2019                                      |
| 9            | 9         | Willful Blindness           | Kelli Williams      | Lauren Moon                                    | 5. března 2019                                      |
| 10           | 10        | Re-Birthday                 | Aprill Winney       | Claudia Forestieri a Dan Richter               | 12. března 2019                                     |
| 11           | 11        | Less Than                   | Bradley Bredeweg    | Kimberly Ndombe                                | 19. března 2019                                     |
| 12           | 12        | Broken Arted                | Peter Paige         | Megan Lynn a Wade Solomon                      | 26. března 2019                                     |
| 13           | 13        | Vitamin C                   | Joanna Johnson      | Joanna Johnson                                 | 2. dubna 2019                                       |

### Druhá řada (2019–2020)
| Č. v seriálu | Č. v řadě | Původní název            | Režie               | Scénář                                            | Premiéra v USA    |
| ------------ | --------- | ------------------------ | ------------------- | ------------------------------------------------- | ----------------- |
| 14           | 1         | Percussions              | Peter Paige         | Joanna Johnson                                    | 18. června 2019   |
| 15           | 2         | Torn                     | Peter Paige         | Joanna Johnson                                    | 25. června 2019   |
| 16           | 3         | Doble Quince             | Bradley Bredeweg    | Joanna Johnson a Ashly Perez                      | 2. července 2019  |
| 17           | 4         | Unfiltred                | Laura Nisbet Peters | Resheida Brady                                    | 9. července 2019  |
| 18           | 5         | Happy Heckling           | Erica Dunton        | Adam Starks                                       | 16. července 2019 |
| 19           | 6         | Twenty-Five              | Chandra Wilson      | Joanna Johnson a Ashly Perez                      | 23. července 2019 |
| 20           | 7         | In The Middle            | Jay Chandrasekhar   | Nicole Paulhus                                    | 30. července 2019 |
| 21           | 8         | Disruptions              | Peter Paige         | Joanna Johnson                                    | 6. srpna 2019     |
| 22           | 9         | Nochebuena               | Bradley Bredeweg    | Joanna Johnson                                    | 16. prosince 2019 |
| 23           | 10        | A Very Coterie Christmas | Peter Paige         | Joanna Johnson                                    | 16. prosince 2019 |
| 24           | 11        | Clapback                 | Michael Medico      | Megan Lynn a Wade Solomon                         | 15. ledna 2020    |
| 25           | 12        | Gumboot Becky            | Marco Fargnoli      | Cristian Martinez                                 | 22. ledna 2020    |
| 26           | 13        | Daylight                 | Finola Hughes       | Megan Lynn a Wade Solomon                         | 29. ledna 2020    |
| 27           | 14        | In Good Conscience       | Aprill Winney       | Cristian Martinez a Nicole Paulhus                | 5. února 2020     |
| 28           | 15        | Palentine's Day          | Heather Tom         | námět: Chelsea Maccani scénář: Madeline Hendricks | 12. února 2020    |
| 29           | 16        | Fragility                | Troian Bellisario   | Cristian Martinez                                 | 19. února 2020    |
| 30           | 17        | Truth and Dares          | Aprill Winney       | Megan Lynn a Wade Solomon                         | 26. února 2020    |
| 31           | 18        | Trap Heals               | Jeff Byrd           | námět: Patrisse Cullors scénář: Joanna Johnson    | 4. března 2020    |

### Třetí řada (2021)
| Č. v seriálu | Č. v řadě | Původní název      | Režie                       | Scénář                           | Premiéra v USA    |
| ------------ | --------- | ------------------ | --------------------------- | -------------------------------- | ----------------- |
| 32           | 1         | Capoeira           | Peter Paige                 | Joanna Johnson                   | 17. února 2021    |
| 33           | 2         | Arraignment Day    | Jeff Byrd                   | Megan Lynn a Wade Solomon        | 24. února 2021    |
| 34           | 3         | Whoosh, Pow, Bang  | Troian Bellisario           | Nicole Paulhus                   | 3. března 2021    |
| 35           | 4         | Klompendansen      | Bradley Bredeweg            | Joanna Johnson                   | 10. března 2021   |
| 36           | 5         | Because, Men       | Heather Tom                 | Albert Torres                    | 17. března 2021   |
| 37           | 6         | Help               | Yoko Okumura                | Thomas Wong                      | 24. března 2021   |
| 38           | 7         | New Moon           | Jay Chandrasekhar           | Chelsea Maccani                  | 31. března 2021   |
| 39           | 8         | Trust              | Katrelle Kindred            | Boafoa Offei-Darko               | 7. dubna 2021     |
| 40           | 9         | Driver's Seat      | Marco Fargnoli              | Megan Lynn a Wade Solomon        | 14. dubna 2021    |
| 41           | 10        | She's Back         | Peter Paige                 | Joanna Johnson                   | 21. dubna 2021    |
| 42           | 11        | Knocked Down       | Laura Nisbet Peters         | Joanna Johnson                   | 14. července 2021 |
| 43           | 12        | Shame              | Constance Zimmer            | Racquel Baker                    | 21. července 2021 |
| 44           | 13        | Making A Metamour  | Bradley Bredeweg            | August Osterloh a Brit Wigintton | 28. července 2021 |
| 45           | 14        | Picks and Strikes  | Laura Nisbet Peters         | Thomas Wong                      | 4. srpna 2021     |
| 46           | 15        | Lunar New Year     | Erica Dunton                | Albert Torres                    | 11. srpna 2021    |
| 47           | 16        | Opening Statements | Charissa Sanjarernsuithikul | Megan Lynn a Wade Solomon        | 18. srpna 2021    |
| 48           | 17        | Anticipation       | Kristin Windell             | Joanna Johnson                   | 25. srpna 2021    |
| 49           | 18        | Blindside          | Michael Medico              | Megan Lynn & Wade Solomon        | 1. září 2021      |
| 50           | 19        | Closing Arguments  | Joanna Johnson              | Joanna Johnson a Dan Richter     | 8. září 2021      |

## Produkce

### Vývoj
Po oznámení zrušení seriálu Fosterovi objednala stanice Freeform spin-off, ve kterém si hlavní role zahraje Maia Mitchell jako Callie a Cierra Ramirez jako Mariana. Společně žijí v Los Angeles, pět let po finále předchozího seriálu. První řada bude mít třináct dílů.
Dne 10. prosince 2018 bylo ohlášeno, že Kalifornská filmová komise potvrdila daňové úlevy v hodnotě 6,6 milionu dolarů pro možnou výrobu druhé řady. Dne 5. února 2019 bylo stanicí Freeform oznámeno, že seriál získal druhou řadu, která měla premiéru dne 18. června 2019.

### Casting
Dne 11. června 2018 bylo oznámeno, že do dalších hlavních rolí byli obsazeni Tommy Martinez, Zuri Adele, Sherry Cola a Roger Bart. Do vedlejších rolí byli obsazeni Emma Hunton a Ken Kirby. Dne 6. listopadu 2019 bylo ohlášeno, že se Shannon Chan-Kent stane součástí vedlejšího obsazení druhé řady.

### Natáčení
Natáčení první řady začalo dne 11. června 2018.